# John F. Hartranft
John Frederick Hartranft, född 16 december 1830 i Montgomery County i Pennsylvania, död 17 oktober 1889 i Norristown i Pennsylvania, var en amerikansk republikansk politiker och officer i nordstatsarmén i amerikanska inbördeskriget. Han var Pennsylvanias guvernör 1873–1879.
Hartranft utexaminerades 1853 från Union College i Schenectady och studerade sedan juridik. I inbördeskriget utmärkte han sig på nordstaternas sida. År 1886 tilldelades Hartranft Medal of Honor för insatserna i första slaget vid Bull Run.
Hartranft efterträdde 1873 John W. Geary som Pennsylvanias guvernör och efterträddes 1879 av Henry M. Hoyt. Hartranft avled 1889 och gravsattes på Montgomery Cemetery i Pennsylvania.